# Lubel
Lubel (biał. Любель; ros. Любель) – wieś na Białorusi, w obwodzie brzeskim, w rejonie pińskim, w sielsowiecie Ośnieżyce, nad Jasiołdą.
W dwudziestoleciu międzywojennym leżał w Polsce, w województwie poleskim, w powiecie pińskim, w gminie Pinkowicze. Po II wojnie światowej w granicach Związku Sowieckiego. Od 1991 w niepodległej Białorusi.